# ABS Bank Spółdzielczy

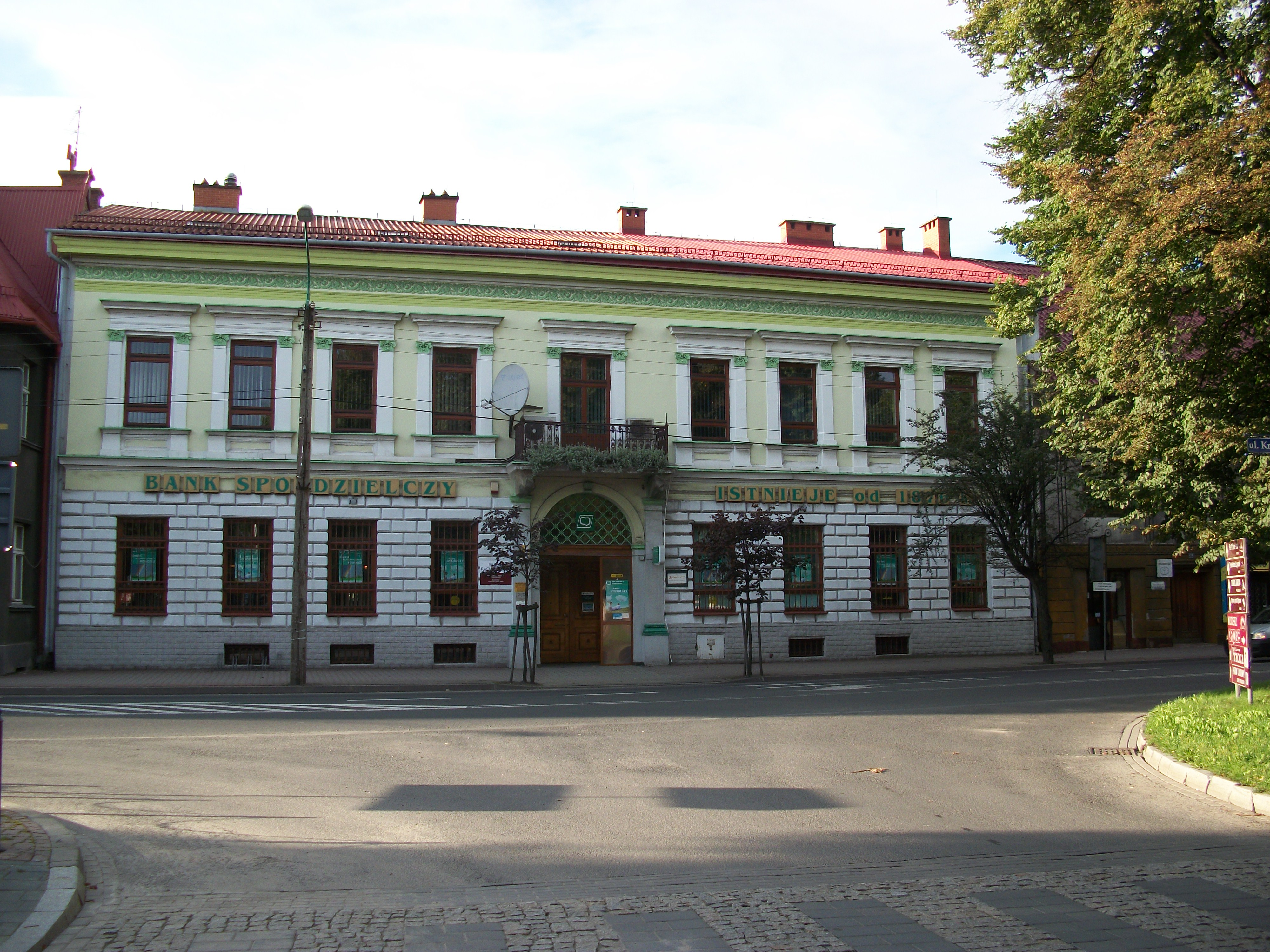
Siedziba Banku

ABS Bank Spółdzielczy (wcześniej Bank Spółdzielczy w Andrychowie) – bank uniwersalny z siedzibą w Andrychowie.

## Oferta
Bank Spółdzielczy w Andrychowie obsługuje klientów detalicznych i instytucjonalnych. Prowadzi rachunki, udziela kredytów. W swojej ofercie ma lokaty krótko- i długoterminowe. Oferuje ubezpieczenia oraz sprzedaje jednostki uczestnictwa w funduszach inwestycyjnych.

## Historia
Początki Banku Spółdzielczego w Andrychowie sięgają XIX wieku. W 1877 r. w Andrychowie założono “Stowarzyszenie Oszczędności i Pożyczek”. Instytucja ta funkcjonowała do końca roku 1923.
W latach 1924–1925 na terenie Andrychowa swoją działalność prowadził Bank Gospodarstwa Krajowego. W czerwcu 1925 na jego miejsce powołano spółdzielnię o nazwie "Bank Mieszczańsko Ludowy w Andrychowie".
W czasie hitlerowskiej okupacji rolę banku przejął "Kreissparkasse Bielitz". Po zajęciu miasta przez Armie Czerwoną, 10 listopada 1946 odbyło się Walne Zgromadzenie członków byłego Banku Mieszczańsko-Ludowego. Członkowie zdecydowali o stworzeniu nowej placówki finansowej pod nazwą Bank Spółdzielczy z ograniczoną odpowiedzialnością w Andrychowie.
4 stycznia 1950 Bank Spółdzielczy został przekształcony w "Gminną Kasę Spółdzielczą w Andrychowie z odpowiedzialnością udziałami" GKS działał na terenie gminy Andrychów i gminy Wieprz. Obecna nazwa została uchwalona w 1962 roku.

## Społeczna odpowiedzialność biznesu
Bank Spółdzielczy w Andrychowie jest stałym współorganizatorem i sponsorem wielu przedsięwzięć kulturalnych na terenie gminy Andrychów oraz gminy Wieprz, m.in.: Dni Andrychowa, Święta Gminy Wieprz, dożynek gminnych, Sierpniowych Niedzielnych Koncertów.
W siedzibie centrali znajduje się stała ekspozycja prac Grupy Twórców "MY". Za swoją działalność Bank został nagrodzony tytułem "Zasłużony dla Gminy Andrychów".